# Absoluut
Absoluut betekent dat iets los moet gezien worden van al het andere, het is daarmee het tegengestelde van relatief. Absoluut komt van het Latijnse absolvere, wat losmaken betekent.
In bijvoorbeeld de zin "Dat dier is groot" wordt het dier niet vergeleken met een ander dier, dus wordt het woord "groot" hier absoluut gebruikt. Het woord wordt regelmatig gebruikt om onderscheid te maken tussen aantallen en percentages, zoals "Er zijn 2% meer ziektegevallen geconstateerd, dat is 124 in absolute zin".
Het woord wordt verder gebruikt als om een uitspraak extra kracht bij te zetten, zoals "Dat is absoluut niet waar!". Het kan ook los gebruikt worden als een sterk bevestigend antwoord, zoals "Ga je maandag mee?" - "Absoluut!".